# Johan Ellers
Johan Ellers, född 1615 i Hamburg, död 1 februari 1663, var en svensk handelsman.
Ellers var kömpansson från Tyskland, och kom 1631 till Göteborg för att lära sig handelsyrket. Efter ytterligare utbildning i Holland 1646 kom han att etablera sig som handlare i Göteborg, där han även blev kyrkvärd och rådman. 1660 startade han tillsammans med Caspar Schmidt Björbyns och senare även Äskekärrs gruvor i Dalsland, för utvinning av silvermalm. Från 1662 var han ensam ägare av silververket.